# Latvian-Estonian Basketball League 2023-2024
La Latvian-Estonian Basketball League 2023-2024, o Paf Latvian–Estonian Basketball League per ragioni di sponsorizzazione, è stata la 6ª edizione della Lega Lettone-Estone, la combinazione dei principali campionati di pallacanestro di Lettonia ed Estonia.
Per la seconda stagione consecutiva la squadra ucraina del Basketbol'nyj klub Prometej partecipa alla competizione.

## Formato
Per la prima volta nella storia della competizione c'è stata una modifica nel format dei play-off. I quarti di finale si giocano ancora al meglio delle 3 partite, tuttavia sono state eliminate le Final Four. Al loro posto vengono introdotte le partite di semifinale che si giocano con una serie al meglio delle 3, mentre la finale per il titolo e la finale per il terzo posto si giocano su gara secca, in casa della squadra meglio classificata al termine della stagione regolare.

## Regular season
Aggiornata al 2 aprile 2023.
| Pos. | Squadra               | G  | V  | P  | PF   | PS   | Dif  | Perc | SD  |          |
| ---- | --------------------- | -- | -- | -- | ---- | ---- | ---- | ---- | --- | -------- |
| 1.   | Kalev/Cramo           | 30 | 29 | 1  | 2597 | 2079 | +518 | .967 |     | Play-off |
| 2.   | Prometej              | 30 | 26 | 4  | 2688 | 2032 | +656 | .867 |     | Play-off |
| 3.   | VEF Rīga              | 30 | 24 | 6  | 2569 | 2161 | +408 | .800 |     | Play-off |
| 4.   | Ventspils             | 30 | 20 | 10 | 2737 | 2543 | +194 | .667 |     | Play-off |
| 5.   | Tartu Ülikooli        | 30 | 19 | 11 | 2262 | 2082 | +180 | .633 |     | Play-off |
| 6.   | Rīgas Zeļļi           | 30 | 18 | 12 | 2372 | 2214 | +158 | .600 |     | Play-off |
| 7.   | Ogre                  | 30 | 17 | 13 | 2407 | 2314 | +93  | .567 |     | Play-off |
| 8.   | Pärnu                 | 30 | 15 | 15 | 2324 | 2314 | +10  | .500 |     | Play-off |
| 9.   | TalTech               | 30 | 14 | 16 | 2378 | 2422 | -44  | .467 |     |          |
| 10.  | Rapla                 | 30 | 12 | 18 | 2239 | 2337 | −98  | .400 |     |          |
| 11.  | Liepājas lauvas       | 30 | 11 | 19 | 2347 | 2446 | −99  | .367 |     |          |
| 12.  | Keila                 | 30 | 10 | 20 | 2373 | 2584 | −211 | .333 |     |          |
| 13.  | Valmiera              | 30 | 9  | 21 | 2232 | 2484 | −252 | .300 |     |          |
| 14.  | Latvijas Universitāte | 30 | 6  | 24 | 2059 | 2504 | -445 | .200 | 1-1 |          |
| 15.  | Viimsi                | 30 | 6  | 24 | 2048 | 2551 | -503 | .200 | 1-1 |          |
| 16.  | Tallinna Kalev        | 30 | 4  | 26 | 2103 | 2668 | -565 | .133 |     |          |

## Play-off

### Tabellone
|  | Quarti di finale | Quarti di finale | Quarti di finale | Quarti di finale | Quarti di finale |  |  | Semifinali  | Semifinali  | Semifinali | Semifinali | Semifinali |  |  | Finale          | Finale          | Finale          |  |
|  |                  |                  |                  |                  |                  |  |  |             |             |            |            |            |  |  |                 |                 |                 |  |
|  | 1                | Kalev/Cramo      | Kalev/Cramo      | 83               | 77               |  |  |             |             |            |            |            |  |  |                 |                 |                 |  |
|  | 8                | Pärnu            | Pärnu            | 77               | 63               |  |  | Kalev/Cramo | Kalev/Cramo | 91         | 70         | 84         |  |  |                 |                 |                 |  |
|  | 4                | Ventspils        | 103              | 69               | 103              |  |  | Ventspils   | Ventspils   | 65         | 85         | 73         |  |  |                 |                 |                 |  |
|  | 5                | Tartu Ülikooli   | 69               | 82               | 83               |  |  |             |             |            |            |            |  |  | Kalev/Cramo     | Kalev/Cramo     | 83              |  |
|  | 2                | Prometej         | Prometej         | 97               | 90               |  |  |             |             | Prometej   | Prometej   | 91         |  |  |                 |                 |                 |  |
|  | 7                | Ogre             | Ogre             | 82               | 82               |  |  | Prometej    | Prometej    | Prometej   | 76         | 87         |  |  |                 |                 |                 |  |
|  | 3                | VEF Rīga         | VEF Rīga         | 87               | 94               |  |  | VEF Rīga    | VEF Rīga    | VEF Rīga   | 66         | 66         |  |  |                 |                 |                 |  |
|  | 6                | Rīgas Zeļļi      | Rīgas Zeļļi      | 72               | 87               |  |  |             |             |            |            |            |  |  | Finale 3º posto | Finale 3º posto | Finale 3º posto |  |
|  |                  |                  |                  |                  |                  |  |  |             |             |            |            |            |  |  |                 |                 |                 |  |
|  |                  |                  |                  |                  |                  |  |  |             |             |            |            |            |  |  | VEF Rīga        | VEF Rīga        | 84              |  |
|  |                  |                  |                  |                  |                  |  |  |             |             |            |            |            |  |  | Ventspils       | Ventspils       | 76              |  |

### Finale
| Arbitri: | Rain Peerandi Kristaps Konstantinovs Gatis Saliņš |

| |            | |
| Hermet 27 | Punti      | 26 Clavell |
| Shungu 8 | Assist     | 6 Sanon |
| Hermet 9 | Rimbalzi   | 12 Kennedy |
| 6 Shungu• 7 Jurkatamm• 11 Böckler• 13 Hermet• 44 Suarez 3 Kitsing• 8 Kurbas• 9 Kaukiainen• 14 Shephard• 20 Nurger• 22 Dorbek | Formazioni | 4 March• 5 Tkačenko• 7 Lukašov• 17 Kennedy• 21 Odiase 0 Agada• 3 Clavell• 8 Bobrov• 11 Lypovyj• 12 Balvín• 30 Sanon• 55 Sydorov |
| Heiko Rannula | Allenatori | Ronen Ginzburg |

## Squadra vincitrice
|    | Naz.                                   | Ruolo | Sportivo          | Anno | Alt. | Peso |  |
| -- | -------------------------------------- | ----- | ----------------- | ---- | ---- | ---- |  |
| 0  | Canada (bandiera) · Nigeria (bandiera) | G     | Caleb Agada       | 1994 | 195  | 95   |  |
| 3  | Porto Rico (bandiera)                  | G     | Gian Clavell      | 1993 | 193  | 84   |  |
| 4  | Stati Uniti (bandiera)                 | PG    | Ronald March      | 1993 | 196  | 77   |  |
| 5  | Ucraina (bandiera)                     | GA    | Ivan Tkačenko     | 1997 | 198  | 85   |  |
| 7  | Ucraina (bandiera)                     | P     | Denys Lukašov     | 1989 | 189  | 86   |  |
| 8  | Ucraina (bandiera)                     | AG    | V"jačeslav Bobrov | 1992 | 202  | 102  |  |
| 11 | Ucraina (bandiera)                     | AP    | Oleksandr Lypovyj | 1991 | 203  | 96   |  |
| 12 | Rep. Ceca (bandiera)                   | C     | Ondřej Balvín     | 1992 | 217  | 116  |  |
| 17 | Stati Uniti (bandiera)                 | AP    | D.J. Kennedy      | 1989 | 198  | 98   |  |
| 21 | Stati Uniti (bandiera)                 | C     | Tai Odiase        | 1995 | 206  | 109  |  |
| 30 | Ucraina (bandiera)                     | P     | Issuf Sanon       | 1999 | 194  | 90   |  |
| 55 | Ucraina (bandiera)                     | P     | Illja Sydorov     | 1996 | 184  | 79   |  |
| 98 | Lituania (bandiera)                    | AP    | Arnoldas Kulboka  | 1998 | 206  | 98   |  |
|    | Israele (bandiera)                     | ALL   | Ronen Ginzburg    |      |      |      |  |

## Premi

### Riconoscimenti individuali
| Riconoscimento | Giocatore    | Squadra  | Note |
| -------------- | ------------ | -------- | ---- |
| MVP finali     | Gian Clavell | Prometej |      |

### Quintetto ideale
- Miglior quintetto:
P: Ben Shungu ( Kalev/Cramo)
PG: Ronald March ( Prometej)
AG: Kregor Hermet ( Kalev/Cramo)
AC: Arnaldo Toro ( VEF Rīga)
C: Ondřej Balvín ( Prometej)

## Campionato estone

### Tabellone
|  | Quarti di finale | Quarti di finale | Quarti di finale |                |                | Semifinali     | Semifinali | Semifinali |       |                 | Finale          | Finale          | Finale |  |
|  |                  |                  |                  |                |                |                |            |            |       |                 |                 |                 |        |  |
|  | Kalev/Cramo      | Kalev/Cramo      | 3                |                |                |                |            |            |       |                 |                 |                 |        |  |
|  | Kalev/Cramo      | Kalev/Cramo      | 3                |                |                |                |            |            |       |                 |                 |                 |        |  |
|  | Tallinna Kalev   | Tallinna Kalev   | 0                |                |                |                |            |            |       |                 |                 |                 |        |  |
|  | Tallinna Kalev   | Tallinna Kalev   | 0                |                | Kalev/Cramo    | Kalev/Cramo    | 3          |            |       |                 |                 |                 |        |  |
|  |                  |                  |                  |                | Kalev/Cramo    | Kalev/Cramo    | 3          |            |       |                 |                 |                 |        |  |
|  |                  |                  | Rapla            | Rapla          | 0              |                |            |            |       |                 |                 |                 |        |  |
|  | TalTech          | TalTech          | Rapla            | Rapla          | 0              | 2              |            |            |       |                 |                 |                 |        |  |
|  | TalTech          | TalTech          |                  |                |                |                |            |            |       |                 |                 |                 |        |  |
|  | Rapla            | Rapla            | 3                |                |                |                |            |            |       |                 |                 |                 |        |  |
|  | Rapla            | Rapla            | 3                |                | Kalev/Cramo    | Kalev/Cramo    | 3          |            |       |                 |                 |                 |        |  |
|  |                  |                  |                  |                |                |                |            |            |       |                 |                 |                 |        |  |
|  |                  |                  | Tartu Ülikooli   | Tartu Ülikooli | 0              |                |            |            |       |                 |                 |                 |        |  |
|  | Tartu Ülikooli   | Tartu Ülikooli   | Tartu Ülikooli   | Tartu Ülikooli | 0              | 3              |            |            |       |                 |                 |                 |        |  |
|  | Tartu Ülikooli   | Tartu Ülikooli   |                  |                |                | 3              |            |            |       |                 |                 |                 |        |  |
|  | Viimsi           | Viimsi           | 0                |                |                |                |            |            |       |                 |                 |                 |        |  |
|  | Viimsi           | Viimsi           | 0                |                | Tartu Ülikooli | Tartu Ülikooli | 3          |            |       | Finale 3º posto | Finale 3º posto | Finale 3º posto |        |  |
|  |                  |                  |                  |                | Tartu Ülikooli | Tartu Ülikooli | 3          |            |       |                 |                 |                 |        |  |
|  |                  |                  | Pärnu            | Pärnu          | 1              |                |            |            |       |                 |                 |                 |        |  |
|  | Pärnu            | Pärnu            | Pärnu            | Pärnu          | 1              | 3              |            |            | Pärnu | Pärnu           | 1               |                 |        |  |
|  | Pärnu            | Pärnu            |                  |                |                |                |            |            | Pärnu | Pärnu           | 1               |                 |        |  |
|  | Keila            | Keila            | 2                |                |                | Rapla          | Rapla      | 3          |       |                 |                 |                 |        |  |

### Verdetti
| Korvpalli Meistriliiga 2023-2024 |
| -------------------------------- |
| Kalev/Cramo 14º titolo           |

- MVP:  Ben Shungu

### Squadra vincitrice
|    | Naz.                                | Ruolo | Sportivo          | Anno | Alt. | Peso |  |
| -- | ----------------------------------- | ----- | ----------------- | ---- | ---- | ---- |  |
| 3  | Estonia (bandiera)                  | GA    | Kaspar Kitsing    | 2001 | 200  | 88   |  |
| 6  | Stati Uniti (bandiera)              | P     | Ben Shungu        | 1997 | 189  | 92   |  |
| 7  | Estonia (bandiera)                  | G     | Mikk Jurkatamm    | 2000 | 195  | 85   |  |
| 8  | Estonia (bandiera)                  | AP    | Tanel Kurbas      | 1988 | 198  | 92   |  |
| 9  | Finlandia (bandiera)                | P     | Severi Kaukiainen | 1998 | 186  | 86   |  |
| 10 | Estonia (bandiera)                  | A     | Hugo Toom         | 2002 | 200  | 100  |  |
| 11 | Estonia (bandiera)                  | G     | Leemet Böckler    | 2001 | 198  | 98   |  |
| 12 | Estonia (bandiera)                  | AG    | Mihkel Kirves     | 1996 | 200  | 103  |  |
| 13 | Estonia (bandiera)                  | AG    | Kregor Hermet     | 1997 | 205  | 103  |  |
| 14 | Canada (bandiera)                   | C     | Grant Shephard    | 1999 | 208  | 106  |  |
| 20 | Estonia (bandiera)                  | C     | Rauno Nurger      | 1993 | 208  | 108  |  |
| 22 | Estonia (bandiera)                  | G     | Martin Dorbek     | 1991 | 194  | 85   |  |
| 31 | Lettonia (bandiera)                 | AP    | Jānis Bērziņš     | 1993 | 201  | 95   |  |
| 44 | Cile (bandiera) · Spagna (bandiera) | C     | Manny Suárez      | 1993 | 205  | 112  |  |
|    | Estonia (bandiera)                  | ALL   | Heiko Rannula     |      |      |      |  |

## Campionato lettone

### Formato
Le 6 migliori squadre lettoni si qualificano per i play-off. Le prime due classificate accedono direttamente alle semifinali.

### Classifica
Aggiornata al 2 aprile 2024.
| Pos. | Squadra               | G  | V  | P  | PF   | PS   | Dif  | Perc |                                 |
| ---- | --------------------- | -- | -- | -- | ---- | ---- | ---- | ---- | ------------------------------- |
| 1.   | VEF Rīga              | 30 | 24 | 6  | 2569 | 2161 | +408 | .800 | Qualificate alle semifinali     |
| 2.   | Ventspils             | 30 | 20 | 10 | 2737 | 2543 | +194 | .667 | Qualificate alle semifinali     |
| 3.   | Rīgas Zeļļi           | 30 | 18 | 12 | 2372 | 2214 | +158 | .600 | Qualificate ai quarti di finale |
| 4.   | Ogre                  | 30 | 17 | 13 | 2407 | 2314 | +93  | .567 | Qualificate ai quarti di finale |
| 5.   | Liepājas lauvas       | 30 | 11 | 19 | 2347 | 2446 | −99  | .367 | Qualificate ai quarti di finale |
| 6.   | Valmiera              | 30 | 9  | 21 | 2232 | 2484 | −252 | .300 | Qualificate ai quarti di finale |
| 7.   | Latvijas Universitāte | 30 | 6  | 24 | 2059 | 2504 | -445 | .200 |                                 |

### Tabellone
|  | Quarti di finale | Quarti di finale | Quarti di finale |                 |          | Semifinali      | Semifinali      | Semifinali      |                 |           | Finale | Finale | Finale |  |
|  |                  |                  |                  |                 |          |                 |                 |                 |                 |           |        |        |        |  |
|  |                  |                  |                  |                 |          | VEF Rīga        | VEF Rīga        | 3               |                 |           |        |        |        |  |
|  |                  |                  |                  |                 |          | VEF Rīga        | VEF Rīga        | 3               |                 |           |        |        |        |  |
|  |                  |                  | Liepājas lauvas  | Liepājas lauvas | 0        |                 |                 |                 |                 |           |        |        |        |  |
|  | Ogre             | Ogre             | Liepājas lauvas  | Liepājas lauvas | 0        | 2               |                 |                 |                 |           |        |        |        |  |
|  | Ogre             | Ogre             |                  |                 |          |                 |                 |                 |                 |           |        |        |        |  |
|  | Liepājas lauvas  | Liepājas lauvas  | 3                |                 |          |                 |                 |                 |                 |           |        |        |        |  |
|  | Liepājas lauvas  | Liepājas lauvas  | 3                |                 | VEF Rīga | VEF Rīga        | 4               |                 |                 |           |        |        |        |  |
|  |                  |                  |                  |                 |          |                 |                 |                 |                 |           |        |        |        |  |
|  |                  |                  | Rīgas Zeļļi      | Rīgas Zeļļi     | 1        |                 |                 |                 |                 |           |        |        |        |  |
|  |                  |                  |                  | Rīgas Zeļļi     | 1        |                 |                 |                 |                 |           |        |        |        |  |
|  |                  |                  |                  |                 |          |                 |                 |                 |                 |           |        |        |        |  |
|  |                  |                  |                  |                 |          |                 |                 |                 |                 |           |        |        |        |  |
|  |                  | Ventspils        | Ventspils        | 1               |          |                 | Finale 3º posto | Finale 3º posto | Finale 3º posto |           |        |        |        |  |
|  |                  |                  |                  | 1               |          |                 |                 |                 |                 |           |        |        |        |  |
|  |                  |                  | Rīgas Zeļļi      | Rīgas Zeļļi     | 3        |                 |                 |                 |                 |           |        |        |        |  |
|  | Rīgas Zeļļi      | Rīgas Zeļļi      | Rīgas Zeļļi      | Rīgas Zeļļi     | 3        | 3               |                 |                 | Ventspils       | Ventspils | 3      |        |        |  |
|  | Rīgas Zeļļi      | Rīgas Zeļļi      |                  |                 |          |                 |                 |                 | Ventspils       | Ventspils | 3      |        |        |  |
|  | Valmiera         | Valmiera         | 1                |                 |          | Liepājas lauvas | Liepājas lauvas | 0               |                 |           |        |        |        |  |

### Verdetti
| Latvijas Basketbola Līga 2023-2024 |
| ---------------------------------- |
| VEF Rīga 11º titolo                |

- MVP:  Arnaldo Toro

### Squadra vincitrice
|    | Naz.                   | Ruolo | Sportivo           | Anno | Alt. | Peso |  |
| -- | ---------------------- | ----- | ------------------ | ---- | ---- | ---- |  |
| 1  | Lettonia (bandiera)    | G     | Rodrigo Bumeisters | 2000 | 196  | 85   |  |
| 2  | Stati Uniti (bandiera) | P     | P.J. Pipes         | 1999 | 188  | 88   |  |
| 3  | Stati Uniti (bandiera) | AG    | Greg Whittington   | 1993 | 206  | 98   |  |
| 4  | Stati Uniti (bandiera) | G     | Jaizec Lottie      | 1998 | 184  | 86   |  |
| 9  | Lettonia (bandiera)    | G     | Dairis Bertāns     | 1989 | 193  | 89   |  |
| 10 | Lettonia (bandiera)    | AC    | Raivo Butirins     | 2003 | 205  | 94   |  |
| 12 | Porto Rico (bandiera)  | C     | Arnaldo Toro       | 1997 | 203  | 112  |  |
| 13 | Lettonia (bandiera)    | AG    | Māris Gulbis       | 1985 | 201  | 95   |  |
| 17 | Lettonia (bandiera)    | C     | Pēteris Pinnis     | 2004 | 214  | 107  |  |
| 25 | Lettonia (bandiera)    | AP    | Alberts Putāns     | 1998 | 195  | 93   |  |
| 45 | Lettonia (bandiera)    | P     | Roberts Blums      | 2005 | 192  | 85   |  |
| 55 | Lettonia (bandiera)    | G     | Roberts Berzins    | 2001 | 193  | 83   |  |
|    | Lettonia (bandiera)    | ALL   | Jānis Gailītis     |      |      |      |  |